# Ethnopsychanalyse
Le terme ethnopsychanalyse renvoie principalement à l’œuvre de Georges Devereux, mais aussi à Géza Róheim dont l’œuvre constitue une partie essentielle de l’anthropologie psychanalytique et ainsi les prémices de l’ethnopsychanalyse.

## Introduction
L’ethnopsychanalyse se situe au croisement de l’ethnopsychiatrie, la psychanalyse, l’anthropologie culturelle, le culturalisme, la psychologie des peuples, la psychiatrie transculturelle, l’anthropologie psychanalytique, voire l’ethnomédecine.

## Freud et Roheim
Dans Totem et Tabou, Freud avait déjà appliqué la psychanalyse à des matériaux ethnologiques mais il reviendra à Géza Róheim d’être le premier à systématiser cette approche et à y consacrer sa vie et son œuvre. Cependant, il n’utilisa pas le terme d’ethnopsychanalyse, bien qu’il fût tenté à un moment de créer une revue hongroise appelée ethnopsychologie.

## Devereux et Zempléni
Devereux a repris le terme d’ethnopsychiatrie au psychiatre haïtien Louis Mars alors que celui d’ethnopsychanalyse semble lui revenir en propre. Si l’on s’en tient aux travaux de Devereux, l’ethnopsychanalyse se définit comme l’application de la psychanalyse à des matériaux anthropologiques, aussi bien dans le domaine du normal que du pathologique. Le terme d’ethnopsychiatrie paraît mieux correspondre à ce qui rassemblerait les théories relatives aux perturbations psychologiques que des indigènes élaborent pour eux-mêmes. L’ouvrage Ethnopsychiatrie des Indiens Mohaves en serait l’exemple type. On peut aussi historiquement y ranger L'interprétation et la thérapie traditionnelles du désordre mental chez les wolof et les lebou d’András Zempléni. Deux livres majeurs de Devereux illustrent cette terminologie : Essais d’ethnopsychiatrie générale et Ethnopsychanalyse complémentariste.

## Discipline
Il faut distinguer entre :
- ethnopsychanalyse comme pratique et théorie liée à des consultations spécialisées ;
- ethnopsychanalyse comme étiquette d'une tendance ethnologique particulière, par exemple, les travaux de Pradelle de la Tour dont son ouvrage, Ethnopsychanalyse en pays bamiléké ;
- ou d’une manière différente, les travaux de Bernard Juillerat, illustré par Œdipe chasseur, qui relèvent mieux de la catégorie anthropologie psychanalytique ;
- il faut enfin donner une place à part à l'école zurichoise représentée par les travaux de Paul Parin et de Fritz Morgenthaler. Observations de la genèse du Moi chez les Dogons est parmi d'autres un travail de ce courant.

## Clinique
Au niveau clinique, l’ethnopsychanalyse présente l’intérêt de prêter une méthodologie à l’analyse des représentations culturelles en tant que ces dernières participent au développement, à la structure et au fonctionnement de l'appareil psychique.